# Caspar Baader

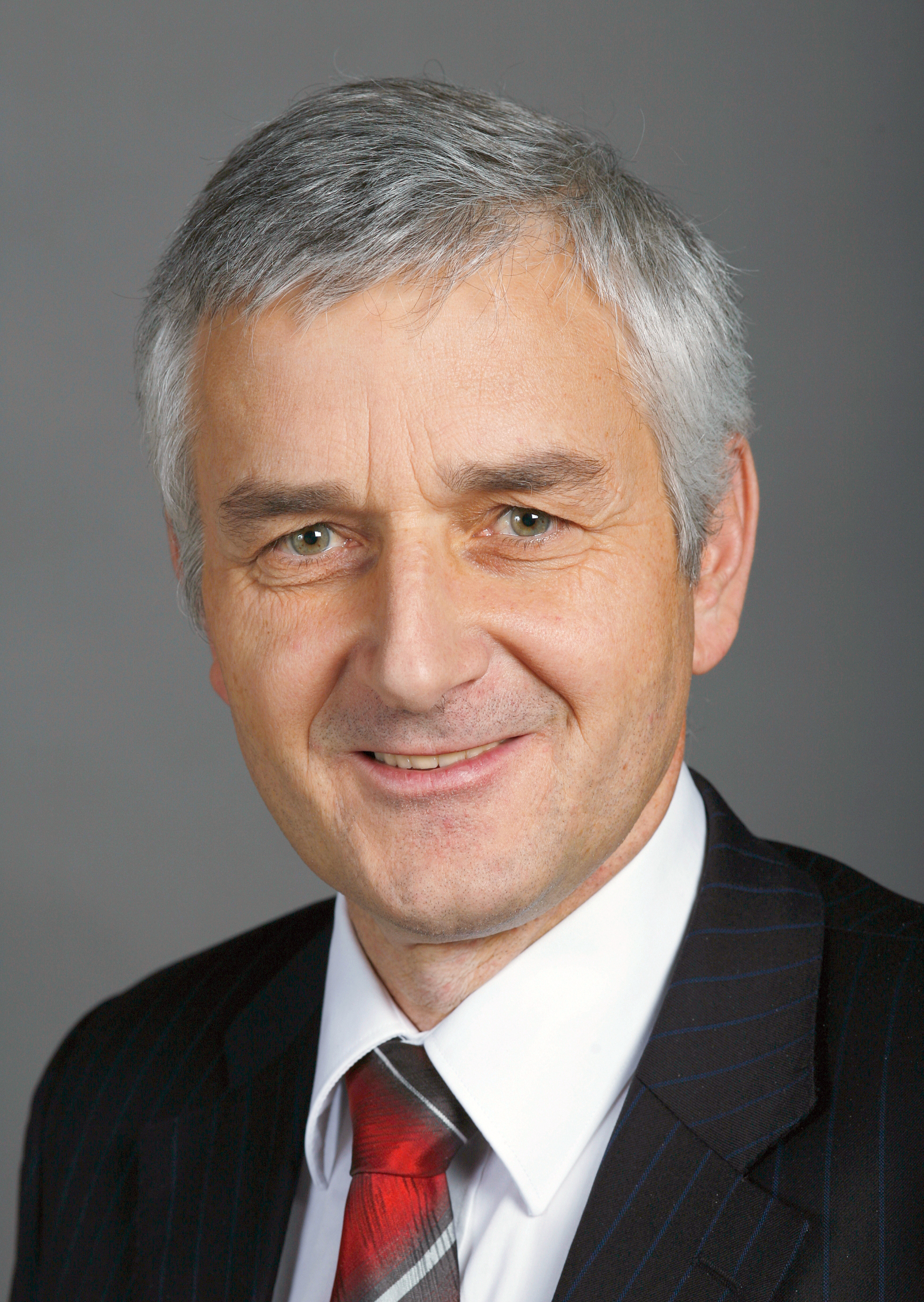
Caspar Baader (2007)

Caspar Baader (* 1. Oktober 1953 in Basel; heimatberechtigt in Gelterkinden) ist ein Schweizer Politiker (SVP).

## Leben
Nach der Primar- und Realschule in Gelterkinden absolvierte Baader bis 1972 das Gymnasium in Liestal. Danach studierte er an der ETH Zürich Agronomie (Diplom 1977) und an der Universität Basel Rechtswissenschaften (Lizenziat 1982). 1985 erlangte er das Anwaltspatent des Kantons Basel-Landschaft. Baader ist heute Rechtsanwalt und führt mit seinem Bruder Michael zusammen das Baader & Baader Advokaturbüro in Gelterkinden. Er war einst Verwaltungsrat des 1993 gegründeten Agrarkonzerns Fenaco.
Von 1983 bis 1986 war Baader Mitglied des Gemeinderates von Bannwil, von 1998 bis 2014 war er Nationalrat und gehörte dort der Kommission für Wirtschaft und Abgaben an, die er auch präsidierte. Von 2001 bis zum Januar 2012 stand er der SVP-Fraktion in der Bundesversammlung vor. Baader wird politisch dem rechten Flügel der SVP zugerechnet.
Caspar Baader ist verheiratet, hat drei Kinder und wohnt in Gelterkinden. In der Schweizer Armee bekleidet er den Grad eines Obersts.